# Don Juans Overmand
Don Juans Overmand er en dansk stumfilm fra 1916, der er instrueret af Lau Lauritzen Sr. efter manuskript af Valdemar Andersen.

## Handling
Den unge farmaceut Peter Pille og Oberst Sejsbergs smukke niece, Inger, elsker hinanden. Desværre står deres kærligheden over for den forhindring, at obersten ikke ønsker sin niece forlovet og i det hele taget har det svært med mænd, der lægger an på unge piger. Men Peter Pille gennemskuer, at der er tale om jalousi og misundelse, for obersten har sjældent selv haft held med det modsatte køn. Måske en kærlighedseliksir vil mildne den forbitrede pensionist?

## Medvirkende
- Oscar Stribolt - Oberst Sejsberg, Ingers onkel
- Rasmus Christiansen - Peter Pille, forelsket farmaceut
- Kate Fabian
- Carl Schenstrøm